# 유화부인
유화(柳花, ?~기원전 24년 음력 8월)는 고구려 동명성왕의 어머니이다. 여동생들과 함께 압록강가에서 놀다가 북부여 왕 해모수의 꾐에 빠져서 그를 가까이 하자, 아버지 하백에 의해 태백산 우발수로 쫓겨나서 동부여(東夫餘)의 금와왕(金蛙王)을 따라 궁으로 들어갔다. 그 후 해모수와의 관계를 알게 된 금와가 방에 가뒀는데, 이때 알을 하나 낳았다. 왕이 그 알을 개와 돼지에게 주어도 먹지 않고 길에 버려도 소와 말이 피하고 들에 버려도 새와 짐승이 덮어주었다. 다시 유화(柳花)에게 돌려주어 따뜻한 곳에 두니 한 아이가 껍질을 깨고 나왔는데 이 아이가 고구려의 시조 주몽(朱蒙) 동명성왕(東明聖王)이라고 한다.

## 생애
전설에 의하면 수신(水神)인 하백(河伯)의 장녀인 유화는 동생 하위화(河葦花) 하훤화(河萱花)와 함께 압록강가에서 놀다가 천제(天帝)의 아들 해모수왕(解慕漱王)를 만나 크기가 닷되들이만한 알을 낳게 되었는데 그 속에서 주몽(朱蒙)이 나왔다고 한다. 또 이규보(李奎報)의 서사시 동명왕편(東明王篇)에서는 주몽(朱蒙)이 부여(扶餘)에서 남쪽으로 이주할 때에 신모(神母,柳花夫人)가 오곡(五穀)의 종자를 가지고 가라고 싸주었으나 이별하는 슬픔에 보리종자(麥子)를 빠뜨렸는데 신모(神母,柳花夫人)가 사자(使者)인 비둘기를 시켜 주몽(朱蒙)에게 보냈다는 기록이 있다. 이 사실은 하유화(河柳花)즉 주몽(朱蒙)의 신모(神母,柳花夫人)가 맥류경작(麥類耕作)과 관련된 농업신의 성격을 지니고 있음을 보여준다. 하유화(河柳花)은 기원전 24년 (동명성왕(東明聖王) 14년) 8월 동부여(東夫餘)에서 죽었는데 그 왕 금와왕(金蛙王)는 태후(太后)의 예(禮)로써 장례를 지내고 신묘(神廟)를 세워주었다. 한편 뒤에 고구려(高句麗)에서는 주몽(朱蒙)과 더불어 그 어머니인 하백녀가 국가적인 치제(致祭)의 대상으로 섬겨졌다.

## 가계
- 아버지 : 하백(河伯)
- 어머니 : 미상
  - 동생 : 위화(葦花)
  - 동생 : 훤화(萱花)
  - 남편 :  해모수
    - 아들 : 동명성왕(東明聖王, 58~19 재위:37~19) 고구려의 초대 국왕
    - 며느리 : 예씨 부인(禮氏夫人)
      - 손자 : 유리명왕(瑠璃明王, 38~18 재위:19~18) 고구려의 2대 국왕

    - 며느리 : 소서노(召西奴, 66[1]~6) 졸본부여 공주이자 고구려 정실왕비
      - 손자 : 온조왕(溫祚王, ? ~28 재위:18~28) 백제의 초대 국왕
      - 손자 : 비류(沸流, ? ~18년)

## 대중 문화
- 《주몽》(MBC, 2006년~2007년, 배우:오연수)
- 《한국사기》(KBS, 2017년, 배우:김지영)

## 같이 보기
- 한국의 역사
- 삼국 시대

## 참고 문헌
- 삼국사기(三國史記)
- 삼국유사(三國遺事)
- 동명왕편(東明王篇)
- 삼국지(三國志)
- 주서(周書)
- 주몽연구(朱蒙硏究 이옥 한국사연구 韓國史硏究 7 1972)
- 동명왕편(東明王篇)에 보이는 신모(神母)의 성격(性格 김철준 유홍열박사화갑기념논총(柳洪烈博士華甲紀念論叢 1971 한국고대사회연구 韓國古代社會硏究)

古代祭政と穀靈信仰 三品彰英 史林 21 1 2 3 1936 1937)
- 이 문서에는 다음커뮤니케이션(현 카카오)에서 GFDL 또는 CC-SA 라이선스로 배포한 글로벌 세계대백과사전의 내용을 기초로 작성된 글이 포함되어 있습니다.